# Sliedrecht
Sliedrecht est un village et une commune néerlandaise, en province de Hollande-Méridionale.

## Histoire
Historiquement, le territoire de Sliedrecht est composé de trois seigneuries, Naaldwijk, Lockhorst ou Oversliedrecht et Niemandsvriend. Naaldwijk et Niemandsvriend forment des communes indépendantes de 1817 à 1818, mais sont rattachées à Sliedrecht dès le 23 août 1818.

## Transport
Sliedrecht possède une gare ferroviaire sur la ligne de chemin de fer reliant Utrecht à Boxtel.

## Personnalités
- Johan de Kock, footballeur néerlandais.